# Resen, Macedonia de Nord
Resen (în macedoneană Ресен) este un oraș din Macedonia de Nord.